# Карманово (Гагарінський район)
Карманово (рос. Карманово) — село Гагарінського району Смоленської області Росії. Входить до складу Кармановського сільського поселення.
Населення — 2633 особи (2007 рік).

## Урбаноніми
У селі є такі урбаноніми:
- вул Серпнева
- вул Братська
- вул Волинкіна
- вул Заводська
- Заводський провулок
- вул Західна
- Західний мікрорайон
- вул Зарічна
- вул Лісова
- вул Льнозаводська
- вул Миру
- вул Молодіжна
- вул Набережна
- вул Жовтнева
- вул Першотравнева
- вул Пролетарська
- вул Пушкінська
- вул Річна
- вул Рощино
- вул Самохіна
- вул Свободи
- Північний провулок
- вул Смоленська
- вул Радянська
- вул Сонячна
- вул Соціалістична
- вул Спортивна
- вул Торф'яников
- вул Квіткова
- вул Південна

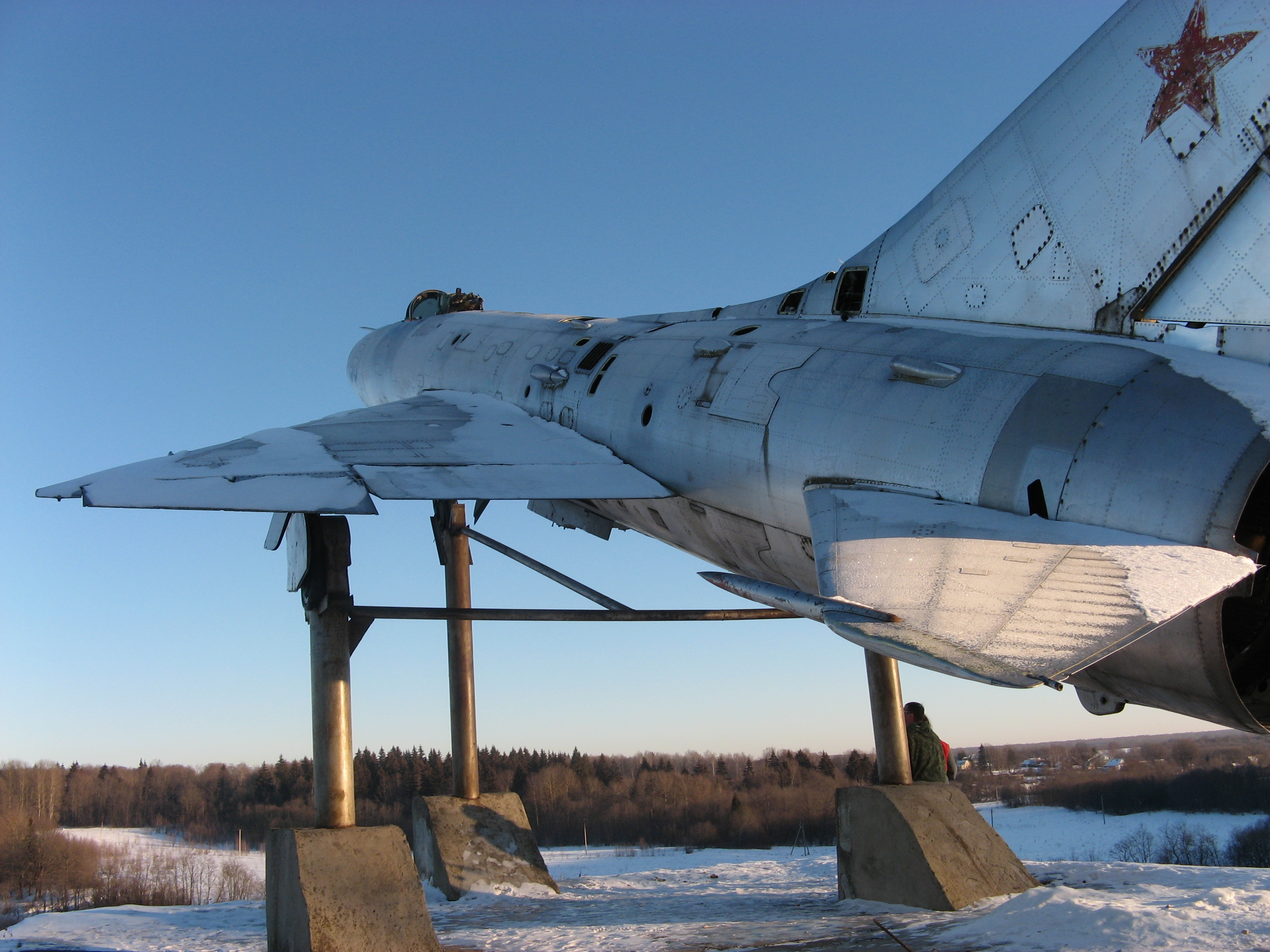
Літак у селі
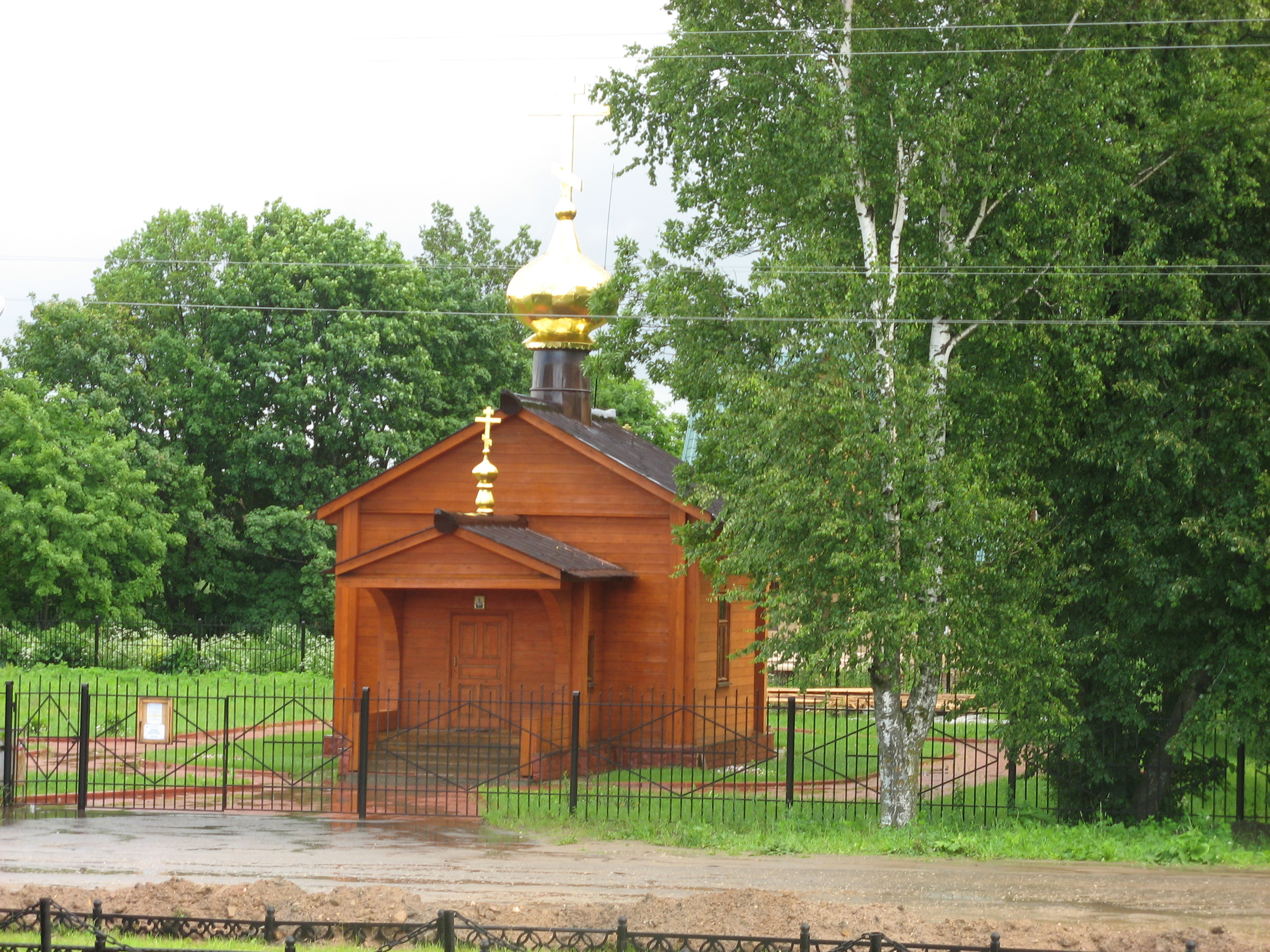
Церква у селі
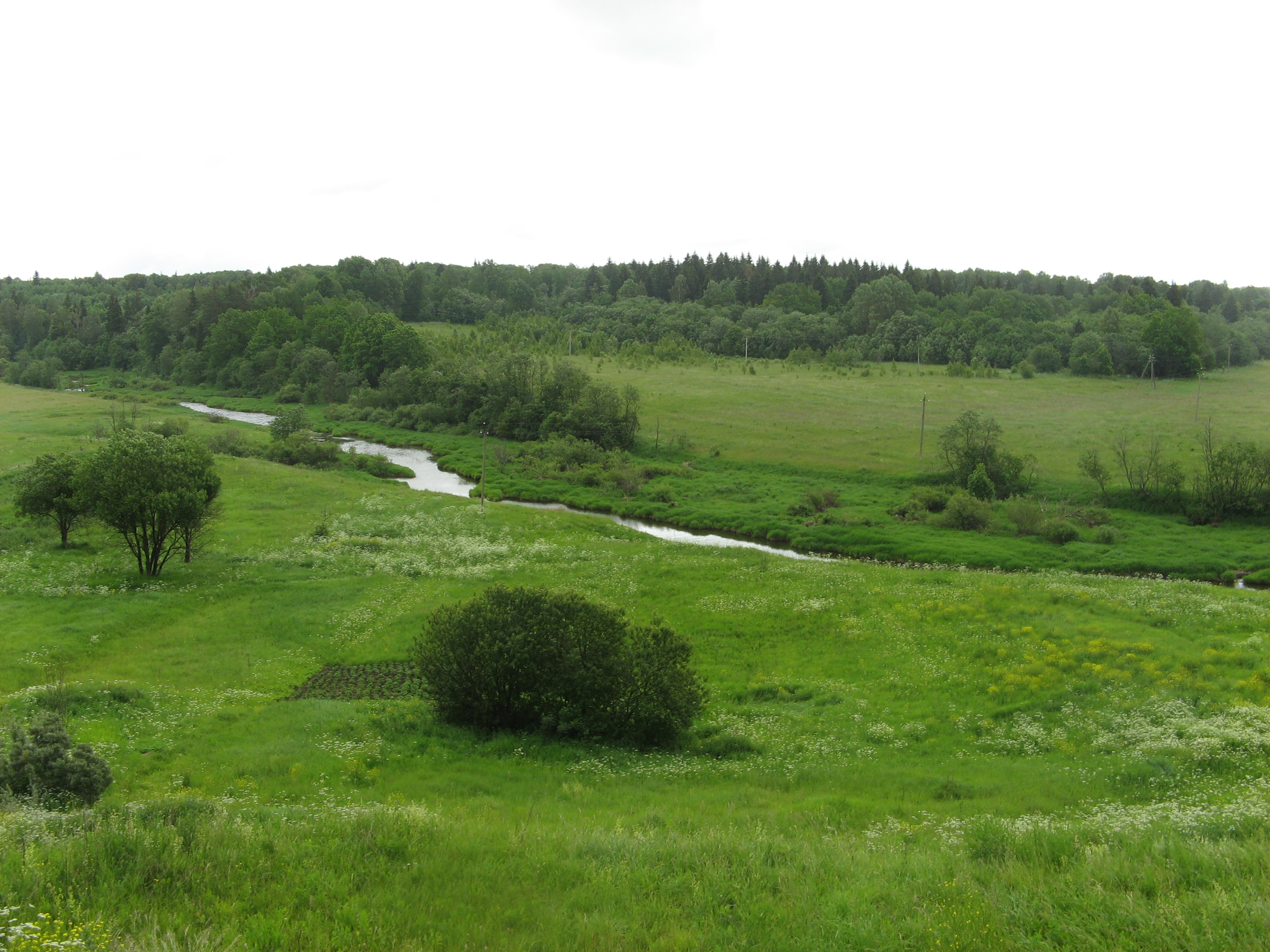
Річка Яуза біля села